# WASP-66
WASP-66, även känd som TYC 7193-1804-1, är en ensam stjärna belägen i den mellersta delen av stjärnbilden Luftpumpen. Den har en skenbar magnitud av ca 11,60 och kräver ett kraftfullt teleskop för att kunna observeras. Baserat på parallax enligt Gaia Data Release 3 på ca 2,0 mas, beräknas den befinna sig på ett avstånd på ca 1 630 ljusår (ca 501 parsek) från solen. Den rör sig närmare solen med en heliocentrisk radialhastighet på ca –10 km/s.

## Egenskaper
WASP-66 är en gul till vit stjärna i huvudserien av spektralklass F4.5 V. Den har en massa som är ca 1,3 solmassa, en radie som är ca 1,75 solradie och har en effektiv temperatur av ca 6 600 K.
Enligt en kartläggning som publicerades 2017 har WASP-66 en misstänkt följeslagare - en röd dvärgstjärna med en effektiv temperatur på 3 330 ± 150 och en projicerad separation på 6 800 ± 700 AE.

## Planetsystem
År 2012 upptäcktes en superjupiter som exoplanet i omlopp kring WASP-66. WASP-66 b har en massa som är ungefär 2,3 gånger Jupiters massa. Det har en omloppsperiod på drygt fyra dygn, vilket gör den till en typisk het Jupiter. Planeten upptäcktes med transitmetoden, som mäter förmörkelsen när en planet passerar framför en stjärna och tillfälligt blockerar en del av stjärnans ljus. Planetbanan är väl inriktad med stjärnans ekvatorialplan, med en avvikelse av −4 ± 22°.
| Planet | Massa          | Halv storaxel (AE) | Siderisk omloppstid (d) | Excentricitet | Inklination | Radie          |
| ------ | -------------- | ------------------ | ----------------------- | ------------- | ----------- | -------------- |
| b      | 2,37 ± 0,14 MJ | 0,05461 ± 0,00096  | 4,0860520 ± 0,000007    | <0,046        | 85,9 ± 0,9° | 1,09 ± 0,19 RJ |